# Acomys
Pour les articles homonymes, voir Souris épineuse à poches, Souris et Souris (homonymie).
Souris épineuses
Genre
Acomys est un genre africain de rongeurs de la sous-famille des Deomyinae. Ces espèces sont appelées souris épineuses ou rats épineux. Certaines souris de ce genre sont capables de perdre une partie de leur fourrure et de régénérer ensuite totalement les tissus endommagés par les prédateurs.

## Classification

### Liste des sous-genres
Selon Mammal Species of the World (version 3, 2005)  (8 oct. 2012)
- Acomys (Acomys) I. Geoffroy, 1838
- Acomys (Peracomys) F. Petter & Roche, 1981
- Acomys (Subacomys) Denys, Gautun, Tranier & Volobouev, 1994

### Liste des espèces
Selon Mammal Species of the World (version 3, 2005)  (8 oct. 2012) :
- sous-genre Acomys (Acomys)
  - Acomys airensis
  - Acomys cahirinus - Souris égyptienne ou Souris épineuse ou Rat épineux
  - Acomys chudeaui
  - Acomys cilicicus
  - Acomys cineraceus
  - Acomys dimidiatus
  - Acomys ignitus
  - Acomys johannis
  - Acomys kempi
  - Acomys minous - Rat épineux de Crète
  - Acomys mullah
  - Acomys nesiotes
  - Acomys percivali
  - Acomys russatus - Souris épineuse rousse
  - Acomys seurati
  - Acomys spinosissimus
  - Acomys wilsoni
- sous-genre Acomys (Peracomys)
  - Acomys louisae
- sous-genre Acomys (Subacomys)
  - Acomys subspinosus

## Noms français et noms scientifiques correspondants
Liste alphabétique des noms vulgaires ou des noms vernaculaires attestés en français.

Note : certaines espèces ont plusieurs noms et, les classifications évoluant encore, certains noms scientifiques ont peut-être un autre synonyme valide.
| Nom vernaculaire           | Autre nom vernaculaire   | Dénomination scientifique                     |
| -------------------------- | ------------------------ | --------------------------------------------- |
| Rat épineux                | .                        | Acomys sp.                                    |
| Rat épineux de Crète       | Souris épineuse de Crète | Acomys minous                                 |
| Souris épineuse            | .                        | Acomys sp. - Acomys cahirinus                 |
| Souris épineuse arabe      | .                        | Acomys cahirinus dimmidiatus                  |
| Souris épineuse du Caire   | Souris épineuse arabe    | Acomys cahirinus dimmidiatus                  |
| Souris épineuse de Crète   | .                        | Acomys minous                                 |
| Souris épineuse rousse     | Souris épineuse dorée    | Acomys russatus                               |
| Souris épineuse égyptienne | .                        | Acomys cahirinus - Acomys cahirinus cahirinus |
| Souris épineuse rousse     | .                        | Acomys russatus                               |
| Souris épineuse de Somalie | .                        | Acomys louisae                                |
| Souris épineuse de Wilson  | .                        | Acomys wilsoni                                |

etc.

## Recherche
En cas de blessure, au lieu de former une cicatrice nue comme chez la Souris grise (Mus musculus), leur peau repousse avec ses follicules pileux, les glandes sudoripares et même du cartilage. Cette découverte faite en 2012, chez les espèces Acomys kempi et Acomys percivali, donne des espoirs aux chercheurs dans le cadre de la médecine régénérative, notamment pour soigner les humains amputés d'un membre.
Elles sont les premiers rongeurs à avoir été découverts comme ayant des menstruations semblables à celles de l'humain. Leur cycle menstruel dure environ 9 jours et leurs menstruations 3 jours. L'étude de ces menstruations pourrait permettre de mieux comprendre certains problèmes de santé liés aux menstruations chez les femmes.